# Тоні Герт
Тоні Герт (англ. Tony Hurt, 30 березня 1946) — новозеландський академічний веслувальник.
Олімпійський чемпіон 1972 року в складі вісімки, бронзовий призер 1976 року в складі вісімки.
Бронзовий призер Чемпіонату світу 1974 року в складі вісімки.
Чемпіон Європи 1971 року в складі вісімки.